# آلاء مرابط
آلاء مرابط (ولدت في 26 أكتوبر 1989). هي طبيبة كندية، ناشطة في مجال حقوق المرأة في ليبيا منذ عام 2011، ومنذ ذلك الوقت أصبحت مدافعة دولية رائدة عن حقوق المرأة وعن مشاركاتها في عمليات السلام وتسوية النزاعات.

## بداية حياتها وتعليمها
ولدت آلاء المرابط ونشأت في ساسكاتون، ساسكاتشوان في كندا. هي السادسة في عائلتها من بين أحد عشرة طفلا، ووالدها يعمل طبيبا.
ذكرت أنها لم تخطط في البداية أن تصبح من المدافعين عن حقوق المرأة ولكن المعاملة العادلة والمساواة بينها وبين إخوتها التي كانت تتلقاها من والديها لعبت دورا هاما للغاية في تغيير نظرتها للعالم.
بعد إنهائها المدرسة الثانوية في سن الخامسة عشرة انتقلت مع أفراد عائلتها إلى الزاوية في ليبيا حيث درست الطب في جامعة الزاوية. وقالت إنها نشأت وهي تشعر بالإحباط أنه «بغض النظر عن مقدار الدراسة التي درسْتُها، أو عن إذا كنتُ أكثر ذكاءً من زميل لي من الذكور فإن رأيه دائما ما يتغلب عليّ، لذلك شعرتُ أنهم سلبوا مني العديد من الفرص وحقوقي الخاصة بي».
درست ألاء المرابط في كلية الطب في جامعة الزاوية في ليبيا من عام 2006 إلى عام 2013، وعملت بشكل مؤقت في مستشفى الزاوية التعليمي في مختلف العيادات خلال الحرب الأهلية عام 2011. وعندما بدأت الحرب، تورط والدها تقريبا مع المتمردين. تعاونا معا على تقديم الرعاية الطبية للجنود المتمردين مما وضعهم على قائمة مطلوبي النظام حسبما ذكرت لاحقا صحيفة ديلي بيست. قُبض على والدها واعتُقل عدة مرات ووضعت هي أيضا على قائمة النساء المطلوبات في ليبيا. أوضحت ألاء المرابط في وقت لاحق «لقد كان والدي من المطلوبين في الأصل، واستضافه أليكس كراوفورد في أخبار سكاي نيوز تحت اسم دكتور M في الأسبوع الأول من شهر مارس 2011».
كتبت عن تجربتها في كتابها قائلة إن «القائمة كانت تتحدث عن النساء اللواتي كنّ يدعمن الثوار في الزاوية حيث كنت أعيش حيث استعاد النظام السيطرة على الزاوية من جديد على الرغم من كونها أول مدينة في الغرب بدأت الانتفاض. كانت الفكرة من وراء ذلك أنه إذا تم إيجاد هؤلاء النساء فالأولى أن يتم اعتقالهن».

## السيرة المهنية
أسست آلاء المرابط منظمة صوت المرأة الليبية في أغسطس 2011 وترأستها منذ ذلك الحين، وقالت إنها أوضحت أن صوت المرأة الليبية "VLW" تأسست في أعقاب الثورة الليبية 2011. حيث كنتُ في سنتي الأخيرة في كلية الطب في ذلك الوقت، وتبين أن هناك فرصة للمرأة في ليبيا. أنا وغيري من النساء شعرنا أنه يجب أن نستغل هذه الفرصة للتأكيد على أن المرأة قادرة حقا على الدفاع والمطالبة بحقوقها. وقد حدث ذلك بالصدفة تقريبا، [بل وأيضا] كان نتيجة رغبةٍ شديدة.
«تناضل منظمة صوت المرأة الليبية من أجل سلام شامل وللوساطة في النزاعات عن طريق تغيير النموذج حول دور المرأة في المجتمع سواءً على مستوى القاعدة الشعبية أو السياسة»، و«التي تشتهر بالبحث عن أمن المرأة، والدعوة لمناهضة العنف بين الجنسين وتدريب النساء على المشاركة في الحكومة والمطالبة بحقوقهم ليتم الاعتراف بها ضمن السياسات الوطنية». لدى منظمة صوت المرأة الليبية ثلاثة مكاتب رئيسية في ليبيا، والمكتب الرئيسي في الزاوية ويبعد ثلاثين دقيقة عن العاصمة.
وحملة نور التابعة لصوت المرأة الليبية «تركز على إعادة توجيه الحديث عن حقوق المرأة عندما يتعلق الأمر بتحريف وإساءة استخدام الدين لإنكار تلك الحقوق». وتستند حملة نور على قادة المجتمع المحلي و«جمعت أكثر من 600 قائدا من المجتمع المحلي، بما في ذلك أولئك الذين لم يسبق لهم العمل في المجتمع المدني من قبل». بالإضافة إلى العمل مع شبكة من مئات من منظمات المجتمع في جميع أنحاء ليبيا، بما في ذلك مؤسسة أيادينا الخيرية في بنغازي، ومنتدى أمهات الشهداء والمرأة الجنوبية، ووصلت الحملة لأكثر من 35 مدينة ومجتمع، وجنوبا حتى الغاط، وليبيا على الحدود الجنوبية الليبية، طبرق والبيضاء على الحدود الشرقية ونالوت وغدامس في الغرب. ومنذ ذلك الحين تم تكرار الحملة ومنهجيتها دوليا.
أكدت على أن السلام يمكن تحقيقه من خلال المجتمعات، «والحل الحقيقي الوحيد والطريقة الوحيدة للحصول عليه عبر إلقاء القنبلة أو البندقية بسلام، هذا ما يدعو إليه المنتدى، وملء يديه ورأسه بشيء آخر، بقلم رصاص، شيك، شهادة دبلوم، أو حلم. وتتوقف الحرب أيضا من خلال بناء الناس ومن خلال إنشاء مؤسسات، أو من خلال تعزيز بناة السلام المحليين بتقديم الأدوات اللازمة لهم لتغيير مجتمعاتهم من الداخل».
تعد آلاء المرابط عضو الهيئة الاستشارية لصندوق المارشال الألماني لشراكة مينا. منذ يوليو 2014 صارت عضوا في المجلس الاستشاري للأمم المتحدة 1325 الذي يراقب تنفيذ قرار مجلس الأمن رقم 1325 بشأن المرأة والسلام والأمن. وشاركت في زمالة أشوكا منذ سبتمبر 2014، وصارت مستشارة الأمم المتحدة للمرأة GCSAG منذ أكتوبر 2014. وشاركت أيضا في مبادرة جامعة هارفارد «كل امرأة، في كل مكان».
في عام 2013، تحدثت آلاء المرابط عن المرأة في مؤتمر القمة العالمي حيث قالت: "خلال الثورة، رأيت عدد هائل من النساء الشجعان يتولين القيادة"، وأخبرت ألاء المرابط ليزلي ستال "أن أحد الطرق الهامة لـ"تمكين المرأة الليبية... هو تثقيف النساء بتعاليم دينهن" باستخدام "آيات من القرآن الكريم ونصوص من الكتب الإسلامية الأخرى" لإيقاف العنف ضد المرأة الذي يرتكب تحت اسم الإسلام. وأضافت ألاء المرابط أيضا أنه "في كثير من الأحيان عندما يحدث العنف، يبرر الناس ذلك بالدين". وقالت أيضا، "الفتيات بحاجة إلى معرفة أنه يمكنهن محاربة النار بالنار، وذلك بقولهم: لا، إن ما تقوم به ليس له علاقة بالدين". وظهرت ألاء في منتدى الحرية في أوسلو في مايو 2015، وتحدثت عن "تسليح النساء من أجل السلام".
في مايو 2015، خاطبت جمهور رسمي من النساء في TED، حيث صفقن لها بشدة، بثّ في يوليو 2015 تحت عنوان "حديث TED لهذا اليوم". صنفته مجلة نيويورك تايمز أنه واحد من أكثر أربع خطابات تأثيرا ل TED ويجب أن تشاهدها على الفور. آلاء المرابط، مؤسسة صوت المرأة الليبية، تستكشف الإسلام وأثره على القوانين والبنى الثقافية والمجتمعية التي تنطوي على نوع الجنس. وأثناء إلقائها لخطابها، سألت ألاء "لماذا حين نكون متساوين في نظر الله لا نكون كذلك في أعين الرجال؟ إنه سؤال بقيتُ أفكر به كفتاة شابة مسلمة تبلغ من العمر 15 عاما، وكفتاة تتوسط أحد عشرة طفلا انتقلت من ليبيا إلى كندا في بداية الثمانيات". وفي بحثها عن الجواب، تسلط ألاء الضوء على طفولتها وتؤكد على أهمية الدور القيادي للمرأة ومشاركتها. وشاركت بقصص يمكن أن تدحض "الرسائل الدينية المشوهة" التي تعاني منها الكثير من الأديان عندما يتعلق الأمر بمواقفها تجاه النساء".
في أكتوبر 2015، تم اختيار الآء المرابط كمتحدثة عن المجتمع المدني في النقاش المفتوح للذكرى ال15 لقرار مجلس الأمن التابع للأمم المتحدة 1325. وفي عامي 2014 و2015 تم دعوة الاء المرابط لحضور منتدى هاليفاكس للأمن الدولي في هاليفاكس، نوفا سكوشا، كندا.

## الأوسمة والجوائز
في عام 2014، تم انتخابها لزمالة أشوكا.
اختارتها مجلة السلام لتكون غلاف عدد شهر نوفمبر لعام 2014 وأطلقت عليها لقب «البطل العالمي». وأطلق عليها أيضا لقب «بطلة ثقة النساء» في ديسمبر 2013 من قبل وكالة نيويورك تايمز العالمية ومؤسسة طومسون رويترز. وقامت جلالة الملكة نور، رئيسة ومؤسِسة مؤَسَسة نور الحسين ومؤسسة الملك حسين وعضو المجلس الاستشاري لجمعية ثقة النساء بتسليمها جائزة باسم جمعية ثقة النساء وقالت عنها أيضا «الآء هي قائدة بالفطرة، وقد حققت منظمتها تأثيرا ملموسا وهائلا على النساء على حد سواء في السياسة والمجتمع»، «إن تفكير آلاء الجريء ومواقفها الشجاعة هي مصدر إلهام لجميع النساء ليخططن لمستقبلهن بأنفسهن».
وتشمل الجوائز السابقة جائزة ماريسا بيلاساريو الدولية والإنسانية التي حصلت عليها من رئيس الجمهورية الإيطالية عام 2013. وفي إبريل 2013، اختارتها مجلة نيوزويك عام 2013 لأنها «واحدة من 25 امرأة دون سن 25 اللواتي يجب ان يتم مشاهدتهن». ووصلت إلى الدور النهائي لـ«جائزة بطلة ثقة النساء» بفضل من طومسون رويترز وصحيفة انترناشونال هيرالد تريبيون في ديسمبر كانون الأول عام 2012.

## المطبوعات
كتبت الآء مرابط مقالات عن مقالات كارتر، أمريكا الجديدة، قرع الأجراس من أجل التغيير، هافينغتون بوست، وصحيفة كريستيان ساينس مونيتور.